# Neuschönbrunn
Neuschönbrunn (hornolužickosrbsky Nowy Šumborn) je vesnice, místní část velkého okresního města Bischofswerda v německé spolkové zemi Sasko. Nachází se v zemském okrese Budyšín v Horní Lužici a má 21 obyvatel.

## Geografie
Neuschönbrunn leží severovýchodně od jádra Bischofswerdy mezi místními částmi Schönbrunn (severozápadně) a Kynitzsch (jižně). Vsí protéká potok Silberwasser, do kterého ústí zleva Schönbrunner Wasser. Okolí vsi je převážně zemědělsky využívané. Neuschönbrunn není napojen na železnici.